# Charles Dera
Charles Dera (Filadelfia, Pensilvania, Estados Unidos, 21 de diciembre de 1978) es un actor pornográfico, bailarín, modelo, artista marcial estadounidense.
También es un exmarine de los Estados Unidos.
En 2005, fue nombrado "Hombre del año" por la revista Playgirl. Recibió el Premio XBIZ al "Mejor actor" en 2018.

## Carrera
Trabajó como bailarín de Chippendales. Ha participado en más de 1,100 vídeos a lo largo de su carrera pornográfica. Apareció en 271 películas para la productora Brazzers hasta el 2 de noviembre de 2018.
Ha actuado en cientos de películas pornográficas heterosexuales. También actuó como "The Veteran" en el grupo de estriptis masculino "Men of the Strip".

## Artes marciales mixtas
Practica Jiu jitsu, entrenando de forma intermitente desde principios de la década de 2000. Se entrenó con su compañero bailarín en Chippendales y peso mediano profesional Mike Foland.

## Vida privada
Vive en California y no se le ha conocido alguna pareja formal.